# Bộ Nội chính (Trung Hoa Dân Quốc)

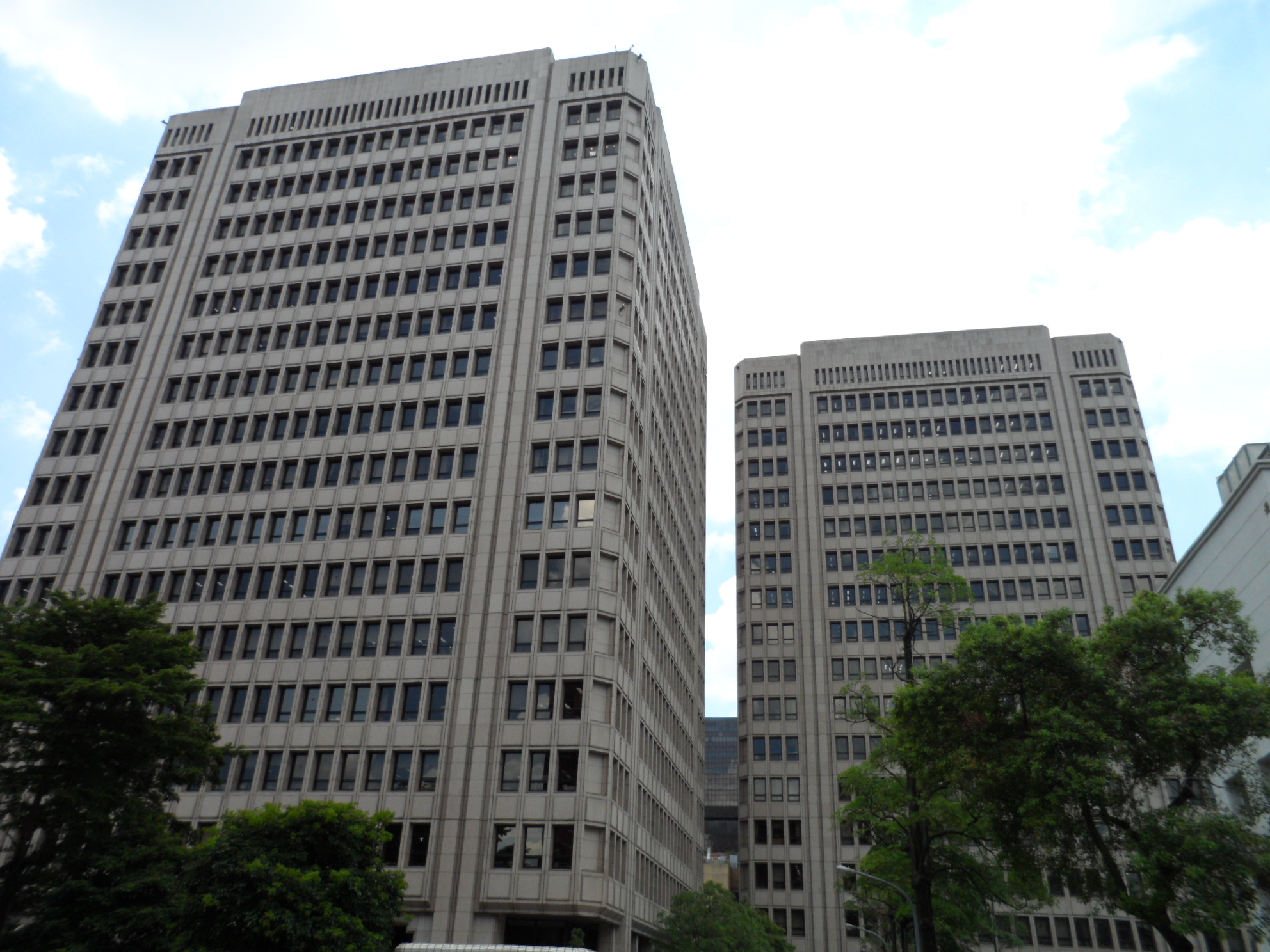
Bộ Nội chính

Bộ Nội chính Trung Hoa Dân Quốc (chữ Hán phồn thể: 內政部, bính âm Hán ngữ: Nèizhèng bù, Hán-Việt: Nội chính bộ) là một cơ quan cấp nội các thuộc Hành chính viện Trung Hoa Dân Quốc, chịu trách nhiệm về các vấn đề nội vụ và an ninh công cộng trong Địa khu Đài Loan, bao gồm dân số, đất đai, xây dựng, quản lý nghĩa vụ quân sự, phúc lợi xã hội, hệ thống chính quyền địa phương, thực thi pháp luật và các dịch vụ khẩn cấp quốc gia.

## Chức năng cốt lõi
Cơ quan này giám sát chặt chẽ các quyền và phúc lợi của người dân, phúc lợi xã hội và mọi khía cạnh của sự phát triển đất nước nhằm thúc đẩy tiến bộ quốc gia, tăng cường hòa bình và trật tự xã hội và nâng cao chất lượng cuộc sống của công dân.
Bộ phấn đấu để đạt được những mục tiêu sau đây:
1. Hoàn thành cải cách chính phủ để thúc đẩy sinh khí của chính phủ;
2. Cung cấp các dịch vụ phúc lợi thuận tiện;
3. Chăm sóc cho các cộng đồng thiểu số;
4. Xúc tiến một hệ thống dịch vụ quân sự công bằng;
5. Thực thi việc quản lý tăng trưởng một cách thực tế nhằm thúc đẩy sự phát triển bền vững;
6. Tăng cường cải cách vai trò giám sát của cảnh sát;
7. Tăng cường năng lực quản lý khủng hoảng để xây dựng một hệ thống ngăn ngừa thiên tai toàn diện;
8. Quản lý các mục tiêu để xây dựng quốc gia thành một quê hương xinh đẹp;
9. Thực hiện phong cách quản lý linh hoạt, thăm hỏi nhân viên thường xuyên và lập kế hoạch/kiểm soát chặt chẽ.

## Trách nhiệm
Theo Luật Tổ chức Bộ Nội chính, có trách nhiệm như sau:
- Quản lý hành chính các vấn đề nội bộ của quốc gia
- Chịu trách nhiệm chỉ đạo và giám sát các viên chức địa phương cấp cao nhất trong việc thực hiện các nhiệm vụ thuộc phạm vi trách nhiệm của Bộ.
- Đối với các vấn đề quản lý trực tiếp, Bộ có trách nhiệm phối hợp với chính quyền để chỉ thị hoặc ra quyết định kỉ luật đối với các viên chức địa phương cấp cao nhất. Khi một viên chức bị nghi ngờ tiến hành các hành vi phạm pháp hoặc vượt quá quyền hạn của mình thì vị này phải bị đình chỉ chức vụ hoặc thải loại tuỳ thuộc vào quyết định từ một cuộc họp của Hành chính viện.

## Phân cấp

### Cơ cấu tổ chức
Bộ có cơ cấu tổ chức khá phức tạp với chín cục, năm ủy ban đặc biệt, ba trung tâm, một trường đại học,...
- Cục Các vấn đề Dân sự: chịu trách nhiệm quản lý địa phương, tự quản địa phương, quản lý biên giới, tài sản công cộng, tổ chức chính trị, bầu cử, các tôn giáo, nghi lễ, tang lễ và các lễ kỉ niệm, điều tra-bảo quản-đăng ký di tích lịch sử và các vấn đề dân sự khác.
- Cục Dân số: phụ trách quản lý đăng ký hộ khẩu, quản lý quốc tịch, chính sách dân số, điều tra dân số, thẻ nhân dạng quốc gia, đăng ký và sử dụng tên, di trú và các vấn đề dân cư khác.
- Cục Các vấn đề Xã hội: phụ trách phúc lợi xã hội, bảo hiểm xã hội, trợ cấp xã hội, phát triển cộng đồng, dịch vụ xã hội, phục hồi chức năng cho người tàn tật, tổ chức phi chính phủ, các phong trào xã hội, các hoạt động hợp tác và các vấn đề về quản lý xã hội khác.